# Campionatul Național de Fotbal al României 1922-1923
Sezonul 1922-1923 al Campionatului Național a fost cea de-a 11-a ediție a Campionatului de Fotbal al României. Chinezul Timișoara a devenit campioană pentru a doua oară în istoria sa, egalând-o pe Olympia București la numărul de titluri cucerite.
Competiția s-a disputat din nou în sistem regional, cu opt regiuni: Arad (+ Valea Jiului), Brașov (+ Sibiu și Odorheiu Secuiesc), București (+ Prahova Ploiești), Cernăuți, Cluj, Oradea (+ Satu Mare, Carei și Salonta), Timișoara (+ Vulturii Lugoj) și Târgu Mureș, învingătoarele calificându-se apoi în faza națională.

## Faza națională

### Sferturi de finală
| 22 iulie 1923 | Victoria Cluj | 1 – 0 | Înțelegerea Oradea | Cluj |
| 22 iulie 1923 |               |       |                    | Cluj |

| 22 iulie 1923 | Mureșul Târgu Mureș | 1 – 0 | Polonia Cernăuți | Târgu Mureș |
| 22 iulie 1923 |                     |       |                  | Târgu Mureș |

| 29 iulie 1923 | Gloria CFR Arad | 0 – 2 | Chinezul | Arad |
| 29 iulie 1923 |                 |       |          | Arad |

| 5 august 1923 | Venus București | 3 – 0 Masa verde | Brașovia Brașov | București |
| 5 august 1923 |                 |                  |                 | București |

### Semifinale
| 12 august 1923 | Venus București | 1 – 3 | Victoria Cluj | București |
| 12 august 1923 |                 |       |               | București |

| 12 august 1923 | Chinezul | 1 – 1 | Mureșul Târgu Mureș | Timișoara |
| 12 august 1923 |          |       |                     | Timișoara |

Rejucare
| 19 august 1923 | Mureșul Târgu Mureș | 0 – 2 | Chinezul | Târgu Mureș |
| 19 august 1923 |                     |       |          | Târgu Mureș |

### Finala
| 26 august 1923 | Victoria Cluj | 0 – 2                           | Chinezul | Cluj Arbitru: Lajos Nagy (jucător CA Cluj) |
| 26 august 1923 |               | Hutter 7' Matek repriza a II-a' |          | Cluj Arbitru: Lajos Nagy (jucător CA Cluj) |

| Câștigătorii Campionatului Național ediția 1922/1923 |
| ---------------------------------------------------- |
| Chinezul Timișoara Al 2-lea Titlu                    |